# Lista de prefeitos de Várzea (Rio Grande do Norte)
Esta é a lista de prefeitos de Várzea, município brasileiro do estado do Rio Grande do Norte.
| Nº | Prefeito                    | Imagem | Partido                                      | Início de mandato     | Fim de mandato         | Vice-prefeito                    | Observações             |
| -- | --------------------------- | ------ | -------------------------------------------- | --------------------- | ---------------------- | -------------------------------- | ----------------------- |
| 1  | Pasqualino Gomes Teixeira   |        |                                              | 13 de janeiro de 1960 | 31 de dezembro de 1960 | —                                | Prefeito nomeado        |
| 2  | Wandik Teixeira Lopes       |        |                                              | 1º de janeiro de 1961 | 31 de janeiro de 1965  | Antônio Alves de Queiroz         | Prefeito e vice eleitos |
| 3  | Adauto Ferreira da Rocha    |        | PTB                                          | 31 de janeiro de 1965 | 31 de janeiro de 1970  | Arnor Coelho de Oliveira         | Prefeito e vice eleitos |
| 4  | Severino Florêncio Sobrinho |        |                                              | 31 de janeiro de 1970 | 31 de janeiro de 1973  | Oliveira Jorge de Alexandria     | Prefeito e vice eleitos |
| 5  | Severino Pereira Campos     |        | ARENA                                        | 31 de janeiro de 1973 | 31 de janeiro de 1977  | Manoel Luiz do Nascimento        | Prefeito e vice eleitos |
| 6  | Severino Florêncio Sobrinho |        |                                              | 31 de janeiro de 1977 | 31 de janeiro de 1983  | Raimundo Paulino de Souza        | Prefeito e vice eleitos |
| 7  | Oneide Maurício de Queiroz  |        |                                              | 31 de janeiro de 1983 | 31 de janeiro de 1989  | Manoel Luiz do Nascimento        | Prefeito e vice eleitos |
| 8  | Antônio Genival de Carvalho |        |                                              | 31 de janeiro de 1989 | 31 de dezembro de 1992 | Luiz Paulino                     | Prefeito e vice eleitos |
| 9  | Severino Florêncio Sobrinho |        |                                              | 1º de janeiro de 1993 | 31 de dezembro de 1996 | José Edson Alves da Silva        | Prefeito e vice eleitos |
| 10 | Manoel Luiz do Nascimento   |        | PMDB                                         | 1º de janeiro de 1997 | 31 de dezembro de 2000 | Ivan Braz de Oliveira            | Prefeito e vice eleitos |
| 11 | Antônio Genival de Carvalho |        | PFL                                          | 1º de janeiro de 2001 | 31 de dezembro de 2008 | José Arimatéia de Alexandria     | Prefeito e vice eleitos |
| 11 | Antônio Genival de Carvalho | PSB    | Prefeito e vice reeleitos                    | 1º de janeiro de 2001 | 31 de dezembro de 2008 | José Arimatéia de Alexandria     |                         |
| 12 | Getúlio Luciano Ribeiro     |        | PTB                                          | 1º de janeiro de 2009 | 31 de dezembro de 2016 | Cleide de Carvalho da Silva Lima | Prefeito e vice eleitos |
| 12 | Getúlio Luciano Ribeiro     | PSD    | Prefeito e vice reeleitos                    | 1º de janeiro de 2009 | 31 de dezembro de 2016 | Cleide de Carvalho da Silva Lima |                         |
| 13 | Pedro Sales Belo da Silva   |        | PMDB                                         | 1º de janeiro de 2017 | 31 de dezembro de 2024 | Janiel Hercílio da Silva         | Prefeito e vice eleitos |
| 13 | Pedro Sales Belo da Silva   | MDB    | Elisabeth Christine Amâncio da Silva Ribeiro | 1º de janeiro de 2017 | 31 de dezembro de 2024 | Prefeito reeleito e vice eleita  |                         |
| 14 | Getúlio Luciano Ribeiro     |        | PSD                                          | 1º de janeiro de 2025 | até a atualidade       | Eberval Florêncio de Araújo      | Prefeito e vice eleitos |